# Jamie Oleksiak
Jamieson „Jamie“ Oleksiak (* 21. Dezember 1992 in Toronto, Ontario) ist ein kanadisch-US-amerikanischer Eishockeyspieler, der seit Juli 2021 bei den Seattle Kraken aus der National Hockey League unter Vertrag steht und dort auf der Position des Verteidigers spielt. Zuvor war er in der Liga bereits für die Dallas Stars und Pittsburgh Penguins aktiv.

## Karriere

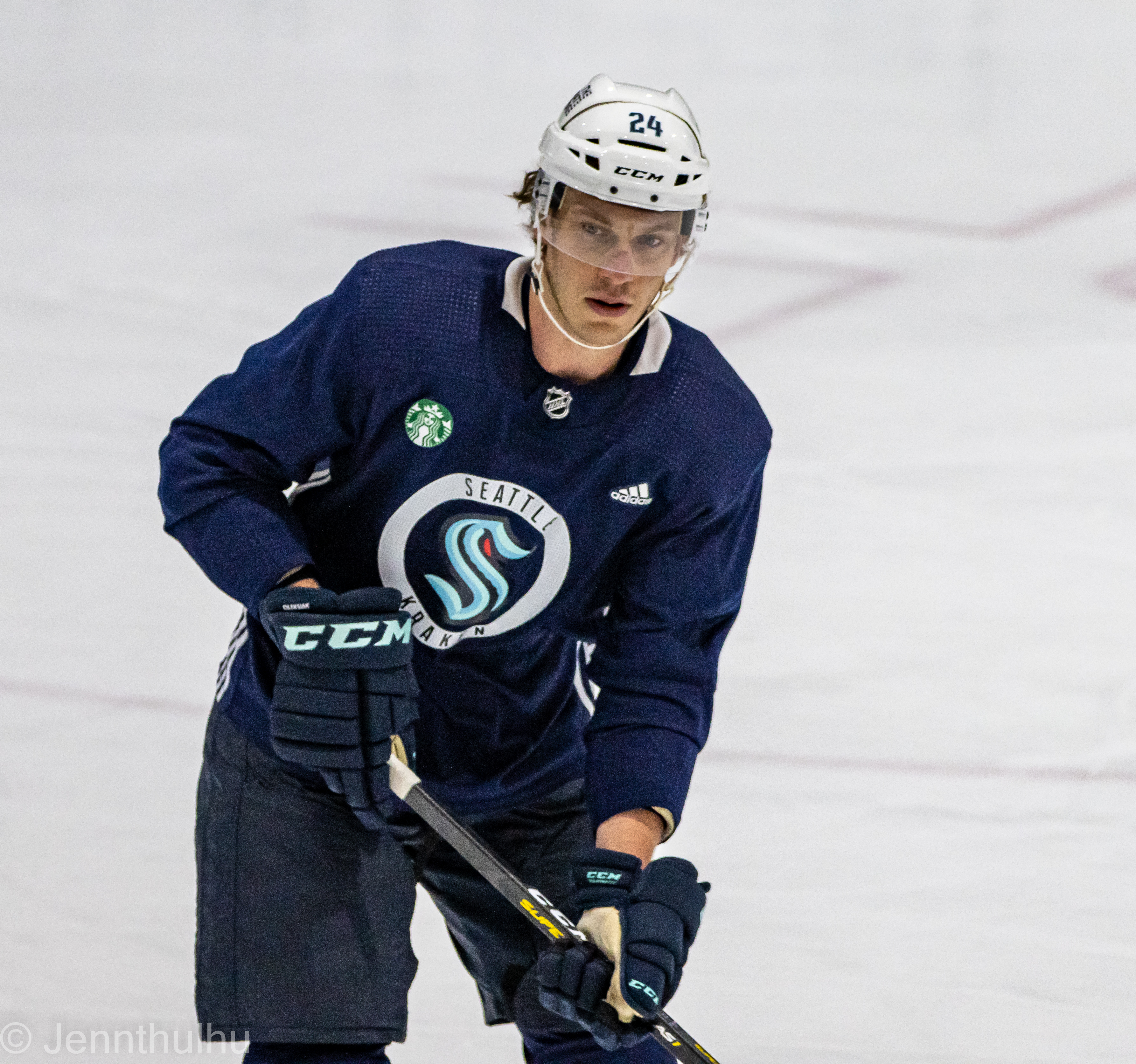
Oleksiak im Trainingsdress der Kraken (2022)

Jamie Oleksiak begann seine Karriere als Eishockeyspieler in der Juniorenliga United States Hockey League, in der er von 2008 bis 2010 für die Chicago Steel und Sioux Falls Stampede aktiv war. Anschließend besuchte er ein Jahr lang die Northeastern University, für deren Eishockeymannschaft er parallel in der Hockey East spielte. Daraufhin wurde er im NHL Entry Draft 2011 in der ersten Runde als insgesamt 14. Spieler von den Dallas Stars ausgewählt. Die Saison 2011/12 begann der Verteidiger bei den Saginaw Spirit aus der kanadischen Top-Juniorenliga Ontario Hockey League und beendete sie bei deren Ligarivalen Niagara IceDogs. Mit den Niagara IceDogs erreichte er das Playoff-Finale um den J. Ross Robertson Cup, unterlag in diesem mit seiner Mannschaft jedoch den London Knights mit 1:4-Siegen.
Die aufgrund eines Lockouts verkürzte Saison 2012/13 begann Oleksiak bei den Texas Stars, dem Kooperationspartner seines Draft-Teams Dallas Stars, in der American Hockey League, wo er auf Anhieb überzeugen konnte. Nach Beginn der NHL-Saison wurde er von den Dallas Stars in deren NHL-Kader berufen, für die er sein Debüt in der Liga gab. Nach etwa sechs Jahren in Dallas, in denen sich der Verteidiger nie wirklich im NHL-Aufgebot etablieren konnte, gaben ihn die Stars im Dezember 2017 an die Pittsburgh Penguins ab und erhielten im Gegenzug ein Viertrunden-Wahlrecht für den NHL Entry Draft 2019. Dort stand Oleksiak regelmäßig in der NHL auf dem Eis, wurde allerdings im Januar 2019 zurück nach Dallas transferiert, während das identische Viertrunden-Wahlrecht zurück nach Pittsburgh wechselte.
Mit den Stars erreichte er in den Playoffs 2020 das Endspiel um den Stanley Cup, unterlag dort jedoch den Tampa Bay Lightning mit 2:4. Nach dem Ende der folgenden Saison wurde er im NHL Expansion Draft 2021 von den Seattle Kraken ausgewählt.

### International
Für die USA nahm Oleksiak am Ivan Hlinka Memorial Tournament 2009 teil. Später entschied er sich jedoch fortan für Kanada aufzulaufen. Für die Kanadier lief er bei der U20-Junioren-Weltmeisterschaft 2012 auf, bei der er mit seiner Mannschaft die Bronzemedaille gewann. Für das A-Nationalteam kam der Verteidiger bei der Weltmeisterschaft 2024 erstmals zum Einsatz.

## Erfolge und Auszeichnungen
- 2012 Bronzemedaille bei der U20-Junioren-Weltmeisterschaft
- 2013 Teilnahme am AHL All-Star Classic
- 2014 Calder-Cup-Gewinn mit den Texas Stars

## Karrierestatistik

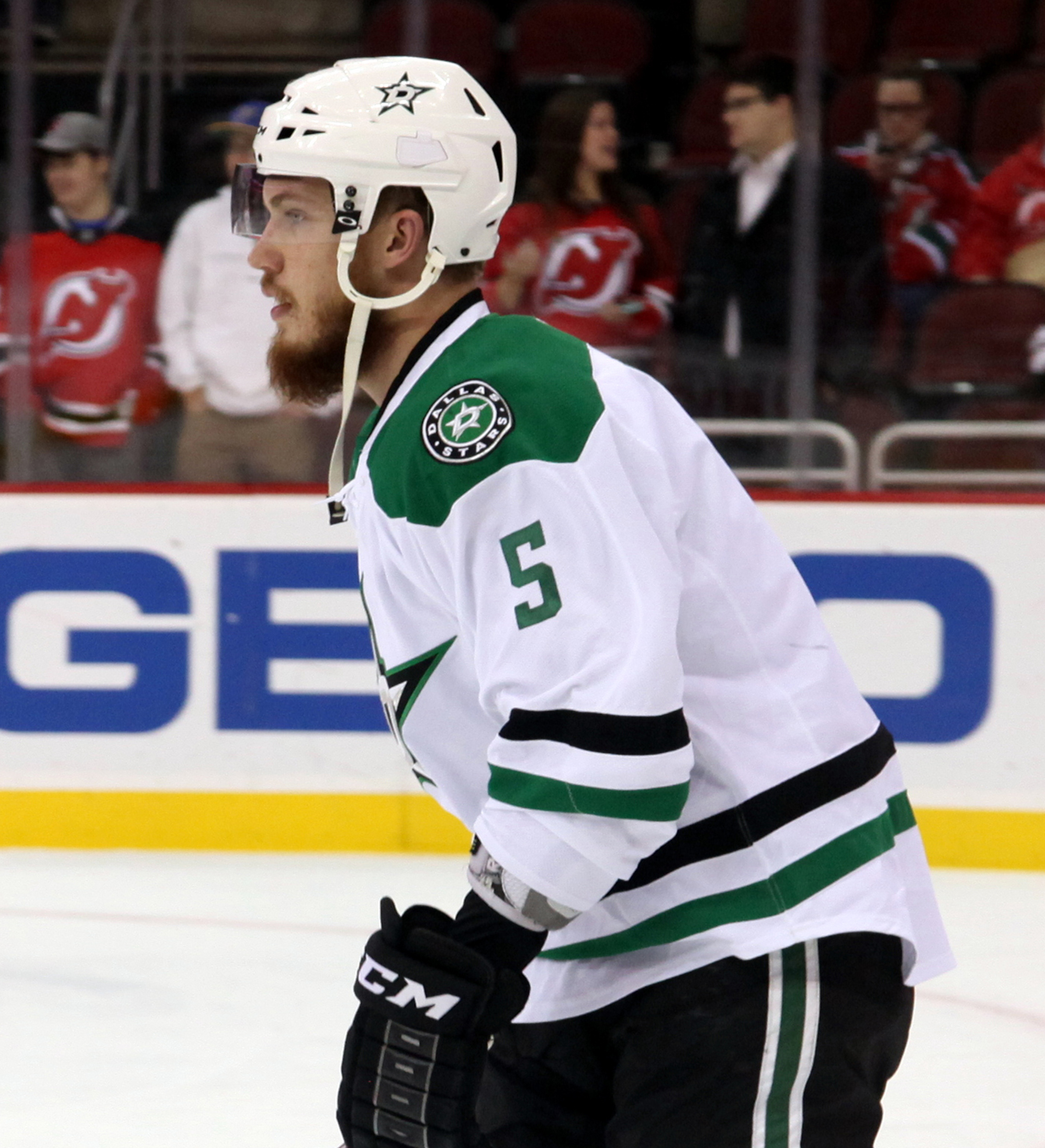
Jamie Oleksiak im Trikot der Stars (2014)

Stand: Ende der Saison 2024/25

### International
| Vertrat die USA bei: - Ivan Hlinka Memorial Tournament 2009 | Vertrat Kanada bei: - U20-Junioren-Weltmeisterschaft 2012 - Weltmeisterschaft 2024 |

(Legende zur Spielerstatistik: Sp oder GP = absolvierte Spiele; T oder G = erzielte Tore; V oder A = erzielte Assists; Pkt oder Pts = erzielte Scorerpunkte; SM oder PIM = erhaltene Strafminuten; +/− = Plus/Minus-Bilanz; PP = erzielte Überzahltore; SH = erzielte Unterzahltore; GW = erzielte Siegtore; 1 Play-downs/Relegation; Kursiv: Statistik nicht vollständig)

## Familie
Seine jüngere Schwester Penny Oleksiak ist professionelle Schwimmerin und gewann Medaillen bei den Olympischen Sommerspielen 2016 in Rio de Janeiro und Olympischen Sommerspielen 2020 in Tokio. Sie ist die erfolgreichste kanadische Olympionikin der Geschichte.